# Nancy Lieberman
Nancy Elizabeth Lieberman, coniugata Cline (Brooklyn, 1º luglio 1958), è un'ex cestista e allenatrice di pallacanestro statunitense.

## Biografia
È la madre del cestista T.J. Cline.

## Carriera
Con gli Stati Uniti ha disputato i Giochi olimpici di Montréal 1976 e due edizioni dei Campionati mondiali (1975, 1979).